# Lonicera villosa
Lonicera villosa är en kaprifolväxtart som först beskrevs av André Michaux, och fick sitt nu gällande namn av Roemer och Schultes. Lonicera villosa ingår i släktet tryar, och familjen kaprifolväxter.

## Underarter
Arten delas in i följande underarter:
- L. v. calvescens
- L. v. fulleri
- L. v. solonis
- L. v. tonsa